# 扇町寄席
『扇町寄席』（おうぎまちよせ）は、関西テレビで放送されている関西ローカルの演芸番組である。2008年10月5日放送開始。

## 概要
関西テレビで放送される落語専門の演芸番組は、1983年から1984年まで放送の『おたのしみ米朝噺し』とその後の『KTV寄席』以来である。また、本番組と同じく3代目桂南光が司会を務めた『痛快!エブリデイ』においても、定期的に「エブリ寄席」というコーナーが行われていた。
本番組はテレビ放送のみならず、関西テレビおんでまでの有料配信も行われているが、レギュラー放送は2010年6月27日放送分をもって終了しており、さらに再放送が終了してからは特別番組のみを放送という形になっている。2010年10月2日から2011年3月26日までは北海道文化放送でも遅れネットで放送されていた。

## 総合司会
- 3代目桂南光
- 月亭八光

## 過去の放送演目と演者

### 2008年
- 10月5日 - 桂吉弥「ちりとてちん」
- 10月12日 - 笑福亭三喬「饅頭こわい」 - 放送当日、画面右下のテロップには「笑福亭松喬」と間違って表記されていた。
- 11月2日 - 笑福亭仁智「トクさんトメさん」
- 11月9日 - 桂きん枝「狸の賽」
- 11月16日 - 桂こごろう「阿弥陀池」
- 12月7日 - 笑福亭鶴光「袈裟御前」
- 12月14日 - 笑福亭銀瓶「書割盗人」

### 2009年
- 1月11日 - 桂雀々「手水廻し」
- 2月1日 - 林家染二「牛ほめ」
- 2月8日 - 桂ざこば「天災」
- 3月1日 - 桂つく枝「稽古屋」
- 3月8日 - 桂小春団治「アルカトラズ病院」
- 3月15日 - 月亭八方「住吉駕籠」
- 4月5日 - 桂南光「鹿政談」
- 4月12日 - 桂春菜「母恋いくらげ」
- 5月3日 - 桂文珍「粗忽長屋」
- 5月10日 - 林家花丸「千早ふる」
- 5月17日 - 笑福亭生喬「蔵丁稚」
- 6月7日 - 桂千朝「肝つぶし」
- 6月14日 - 笑福亭鶴二「竹の水仙」
- 7月5日 - 林家染丸「豊竹屋」
- 8月2日 - 桂雀松「替り目」
- 8月9日 - 月亭八光「ちりとてちん」
- 8月16日 - 桂都丸「試し酒」
- 9月6日 - 笑福亭小つる「蛇含草」
- 9月13日 - 桂米團治「天狗裁き」
- 10月4日 - 3代目桂雀三郎「ちしゃ医者」
- 10月11日 - 桂文華「親子酒」
- 11月1日 - 3代目桂歌之助「七段目」
- 11月8日 - 林家染弥「癪の合薬」
- 11月15日 - 桂雀々「さくらんぼ」
- 12月6日 - 桂米朝「一文笛」
- 12月13日 - 桂枝雀「代書」

## 特番
- 2009年新春 - 「米朝一門が勢ぞろい！〜祝！五代目桂米團治」
- 2010年8月7日 - 「扇町寄席 京都スペシャル」
- 2011年3月17日 - 「扇町寄席長屋すぺしゃる」
- 2013年1月4日 - 「扇町寄席すぺしゃる」
- 2013年3月10日深夜 - 「扇町寄席夫婦すぺしゃる」
- 2014年1月5日早朝 - 「扇町寄席新春すぺしゃるぅ第1部」「扇町寄席新春すぺしゃるぅ第2部」
- 2014年3月5日深夜 - 「扇町寄席 美味しい落語すぺしゃるぅ」
- 2015年1月4日早朝 - 「扇町寄席新春すぺしゃるぅ」
- 2015年3月25日深夜 - 「扇町寄席 春の美味しい落語すぺしゃる」
- 2016年1月3日早朝 - 「扇町寄席新春すぺしゃるぅ第1部」「扇町寄席新春すぺしゃるぅ第2部」
- 2016年3月17日深夜 - 「扇町寄席期待の若手落語家すぺしゃるぅ」

## スタッフ
- 構成：佐伯勝、米井敬人
- 題字：橘右佐喜
- 編成：細川陽子
- 宣伝：宮木佐和子
- ディレクター：村山尚純、生垣晃
- プロデューサー：水戸徹
- 協力：ウエストワン、大阪共立、イングス、テレコープ、Step、国際警備保障
- 制作協力：米朝事務所
- 制作著作：関西テレビ

### 過去のスタッフ
- ディレクター：赤堀弘樹
- プロデューサー：安東忍

## 放送局
| 放送対象地域 | 放送局         | 系列           | 放送日時 | 備考                                      |
| ------------ | -------------- | -------------- | --- | ----------------------------------------- |
| 近畿広域圏   | 関西テレビ     | フジテレビ系列 | 毎月第1・第2日曜 6:30 - 7:00 （2008年10月5日 - 2010年6月27日） 毎月第1・第2日曜 6:30 - 7:00 （2010年10月10日 - 2011年10月2日：再放送） | 製作局 日曜が5週ある月には第3日曜にも放送 |
| 北海道       | 北海道文化放送 | フジテレビ系列 | 土曜 5:30 - 6:00 （2010年10月2日 - 2011年3月26日）                                                                                     |                                           |